# A-Junioren-Bundesliga 2018/19
Die Saison 2018/19 war die 16. Spielzeit der A-Junioren-Bundesliga. Sie begann am 10. August 2018 mit der Partie des FC St. Pauli gegen RB Leipzig (Staffel Nord/Nordost) und endete mit dem Finale um die A-Junioren-Meisterschaft am 2. Juni 2019.
Sie wurde wie schon in den vorangegangenen 14 Spielzeiten in den Staffeln Nord/Nordost, Süd/Südwest und West ausgetragen. Am Saisonende spielten die drei Staffelsieger sowie der Vizemeister der Staffel West um die deutsche Fußballmeisterschaft der A-Junioren. Die Halbfinals wurden in Hin- und Rückspielen, das Finale in einem Spiel ausgetragen. Die drei letztplatzierten Mannschaften der drei Staffeln steigen jeweils in die untergeordneten Ligen ab.
Als amtierender deutscher Meister ging Hertha BSC in die Saison, der SC Freiburg als Pokalsieger. Deutscher Meister wurde Borussia Dortmund, Pokalsieger der VfB Stuttgart.

## Staffel Nord/Nordost
Als Meister der A-Jugend-Regionalligen Nord und Nordost der Vorsaison nahmen der TSV Havelse und 1. FC Magdeburg als direkte Aufsteiger an der A-Junioren-Bundesliga teil. Die Vizemeister beider Regionalligen, der FC Carl Zeiss Jena und der VfB Lübeck, spielten in einer Relegation den dritten Aufsteiger aus, Jena gewann 2:1.

### Tabelle
| Pl.             | Verein                 | Sp. | S  | U | N  | Tore    | Diff. | Punkte |
| --------------- | ---------------------- | --- | -- | - | -- | ------- | ----- | ------ |
| 1.              | VfL Wolfsburg          | 26  | 22 | 1 | 3  | 083:290 | +54   | 67     |
| 2.              | Werder Bremen          | 26  | 18 | 3 | 5  | 078:290 | +49   | 57     |
| 3.              | RB Leipzig             | 26  | 18 | 2 | 6  | 053:190 | +34   | 56     |
| 4.              | FC St. Pauli           | 26  | 18 | 2 | 6  | 052:320 | +20   | 56     |
| 5.              | Hertha BSC (M, S)      | 26  | 16 | 3 | 7  | 066:350 | +31   | 51     |
| 6.              | Hannover 96            | 26  | 16 | 0 | 10 | 061:320 | +29   | 48     |
| 7.              | Hamburger SV           | 26  | 13 | 2 | 11 | 057:400 | +17   | 41     |
| 8.              | 1. FC Magdeburg (N)    | 26  | 12 | 3 | 11 | 037:470 | −10   | 39     |
| 9.              | Dynamo Dresden         | 26  | 9  | 6 | 11 | 036:490 | −13   | 33     |
| 10.             | 1. FC Union Berlin     | 26  | 4  | 8 | 14 | 034:530 | −19   | 20     |
| 11.             | Niendorfer TSV         | 26  | 4  | 4 | 18 | 024:700 | −46   | 16     |
| 12.             | TSV Havelse (N)        | 26  | 4  | 4 | 18 | 021:700 | −49   | 16     |
| 13.             | FC Carl Zeiss Jena (N) | 26  | 4  | 3 | 19 | 020:710 | −51   | 15     |
| 14.             | VfL Osnabrück          | 26  | 2  | 3 | 21 | 017:630 | −46   | 09     |
| Stand: Endstand |                        |     |    |   |    |         |       |        |

| (M) | Deutscher Meister der Vorsaison |
| (S) | Staffelsieger der Vorsaison     |
| (N) | Aufsteiger aus der Regionalliga |

### Torschützenliste
| Pl. | Nat.               | Spieler                 | Verein             | Tore |
| --- | ------------------ | ----------------------- | ------------------ | ---- |
| 1   | Deutschland        | Jessic Ngankam          | Hertha BSC         | 25   |
| 2   | Ghana              | Fred MC Mensah Quarshie | Werder Bremen      | 22   |
| 3   | Deutschland        | David Philipp           | Werder Bremen      | 20   |
| 3   | Deutschland        | John Yeboah             | VfL Wolfsburg      | 20   |
| 5   | Ungarn             | Péter Beke              | Hamburger SV       | 18   |
| 6   | Vereinigte Staaten | Sebastian Soto          | Hannover 96        | 17   |
| 7   | Deutschland        | Justin Neiß             | Hannover 96        | 16   |
| 8   | Deutschland        | Lenn Jastremski         | VfL Wolfsburg      | 13   |
| 9   | Deutschland        | Niclas Nadj             | FC St. Pauli       | 12   |
| 9   | Tschechien         | Vasil Kušej             | Dynamo Dresden     | 12   |
| 9   | Deutschland        | Fabrice Hartmann        | RB Leipzig         | 12   |
| 9   | Deutschland        | Daniel Eidtner          | 1. FC Union Berlin | 12   |

## Staffel West
Aus den untergeordneten Ligen stiegen Alemannia Aachen als Vertreter der A-Jugend-Verbandsliga Mittelrhein, der SV Rödinghausen als Vertreter der A-Jugend-Verbandsliga Westfalen und Rot-Weiss Essen aus der A-Jugend-Verbandsliga Niederrhein in die A-Junioren-Bundesliga auf.

### Tabelle
| Pl.             | Verein                   | Sp. | S  | U  | N  | Tore    | Diff. | Punkte |
| --------------- | ------------------------ | --- | -- | -- | -- | ------- | ----- | ------ |
| 1.              | FC Schalke 04 (S)        | 26  | 17 | 5  | 4  | 046:270 | +19   | 56     |
| 2.              | Borussia Dortmund        | 26  | 17 | 4  | 5  | 064:210 | +43   | 55     |
| 3.              | 1. FC Köln               | 26  | 16 | 5  | 5  | 065:270 | +38   | 53     |
| 4.              | Bayer 04 Leverkusen      | 26  | 12 | 6  | 8  | 051:370 | +14   | 42     |
| 5.              | Borussia Mönchengladbach | 26  | 10 | 11 | 5  | 040:320 | +8    | 41     |
| 6.              | VfL Bochum               | 26  | 12 | 5  | 9  | 050:400 | +10   | 41     |
| 7.              | MSV Duisburg             | 26  | 11 | 5  | 10 | 028:300 | −2    | 38     |
| 8.              | Fortuna Düsseldorf       | 26  | 9  | 9  | 8  | 043:320 | +11   | 36     |
| 9.              | Rot-Weiß Oberhausen      | 26  | 7  | 9  | 10 | 031:500 | −19   | 30     |
| 10.             | Preußen Münster          | 26  | 8  | 5  | 13 | 043:470 | −4    | 29     |
| 11.             | Alemannia Aachen (N)     | 26  | 8  | 5  | 13 | 039:580 | −19   | 29     |
| 12.             | SC Paderborn 07          | 26  | 6  | 6  | 14 | 034:610 | −27   | 24     |
| 13.             | Rot-Weiss Essen (N)      | 26  | 5  | 5  | 16 | 022:490 | −27   | 20     |
| 14.             | SV Rödinghausen (N)      | 26  | 3  | 2  | 21 | 016:700 | −54   | 11     |
| Stand: Endstand |                          |     |    |    |    |         |       |        |

| (S) | Staffelsieger der Vorsaison     |
| (N) | Aufsteiger aus der Verbandsliga |

### Torschützenliste
| Pl. | Nat.           | Spieler          | Verein                   | Tore |
| --- | -------------- | ---------------- | ------------------------ | ---- |
| 1   | Nordmazedonien | Darko Čurlinov   | 1. FC Köln               | 18   |
| 1   | Turkei         | Ömer Uzun        | VfL Bochum               | 18   |
| 3   | Deutschland    | Emre Aydinel     | Borussia Dortmund        | 17   |
| 4   | Turkei         | Ahmed Kutucu     | FC Schalke 04            | 15   |
| 5   | Deutschland    | Mawerick Dreßen  | Borussia Mönchengladbach | 13   |
| 6   | Deutschland    | Herdi Bukusu     | Bayer 04 Leverkusen      | 12   |
| 6   | Deutschland    | Sebastian Müller | 1. FC Köln               | 12   |
| 8   | Deutschland    | Shinta Appelkamp | Fortuna Düsseldorf       | 11   |
| 9   | Deutschland    | Marco Wolf       | Bayer 04 Leverkusen      | 10   |
| 9   | Deutschland    | Jan-Niklas Pia   | MSV Duisburg             | 10   |
| 9   | Deutschland    | Cyrill Akono     | Preußen Münster          | 10   |

## Staffel Süd/Südwest
Als direkte Aufsteiger gelangten der FC Ingolstadt 04 aus der A-Jugend-Bayernliga und die Stuttgarter Kickers aus der A-Jugend-Oberliga Baden-Württemberg in die A-Junioren-Bundesliga. Die Meister der A-Jugend-Regionalliga Südwest, der SV Elversberg, und der A-Jugend-Hessenliga, der FSV Frankfurt, spielten in einer Relegation, die der FSV Frankfurt gewann, den dritten Aufsteiger aus.

### Tabelle
| Pl.             | Verein                  | Sp. | S  | U | N  | Tore    | Diff. | Punkte |
| --------------- | ----------------------- | --- | -- | - | -- | ------- | ----- | ------ |
| 1.              | VfB Stuttgart           | 26  | 19 | 3 | 4  | 055:270 | +28   | 60     |
| 2.              | 1. FSV Mainz 05         | 26  | 16 | 5 | 5  | 059:230 | +36   | 53     |
| 3.              | FC Ingolstadt 04 (N)    | 26  | 14 | 5 | 7  | 046:310 | +15   | 47     |
| 4.              | FC Bayern München       | 26  | 13 | 7 | 6  | 052:340 | +18   | 46     |
| 5.              | TSG 1899 Hoffenheim (S) | 26  | 11 | 6 | 9  | 049:450 | +4    | 39     |
| 6.              | SC Freiburg (P)         | 26  | 11 | 5 | 10 | 053:420 | +11   | 38     |
| 7.              | FC Augsburg             | 26  | 10 | 4 | 12 | 041:470 | −6    | 34     |
| 8.              | Karlsruher SC           | 26  | 10 | 3 | 13 | 041:410 | ±0    | 33     |
| 9.              | 1. FC Heidenheim        | 26  | 8  | 8 | 10 | 035:390 | −4    | 32     |
| 10.             | Eintracht Frankfurt     | 26  | 8  | 7 | 11 | 037:440 | −7    | 31     |
| 11.             | 1. FC Kaiserslautern    | 26  | 8  | 7 | 11 | 035:480 | −13   | 31     |
| 12.             | 1. FC Nürnberg          | 26  | 8  | 6 | 12 | 040:500 | −10   | 30     |
| 13.             | Stuttgarter Kickers (N) | 26  | 6  | 6 | 14 | 019:450 | −26   | 24     |
| 14.             | FSV Frankfurt (N)       | 26  | 4  | 0 | 22 | 018:640 | −46   | 12     |
| Stand: Endstand |                         |     |    |   |    |         |       |        |

| (P) | Deutscher Pokalsieger der Vorsaison                 |
| (S) | Staffelsieger der Vorsaison                         |
| (N) | Aufsteiger aus der Regional-, Ober- oder Bayernliga |

### Torschützenliste
| Pl. | Nat.        | Spieler            | Verein              | Tore |
| --- | ----------- | ------------------ | ------------------- | ---- |
| 1   | Turkei      | Malik Batmaz       | Karlsruher SC       | 18   |
| 2   | Turkei      | Erkan Eyibil       | 1. FSV Mainz 05     | 17   |
| 3   | Deutschland | Maximilian Breunig | FC Ingolstadt 04    | 15   |
| 4   | Deutschland | Maurice Malone     | FC Augsburg         | 13   |
| 5   | Niederlande | Joshua Zirkzee     | FC Bayern München   | 12   |
| 5   | Deutschland | Abdulkerim Çakar   | Eintracht Frankfurt | 12   |
| 7   | Deutschland | Leon Dajaku        | VfB Stuttgart       | 11   |
| 7   | Deutschland | Lucas Hermes       | SC Freiburg         | 11   |
| 9   | Deutschland | Eric Hottmann      | VfB Stuttgart       | 10   |
| 10  | Deutschland | Gökalp Kılıç       | 1. FC Heidenheim    | 9    |
| 10  | Deutschland | Marco Zietsch      | 1. FC Nürnberg      | 9    |

## Endrunde um die deutsche A-Junioren-Meisterschaft 2019
Die Meister aller Staffeln sowie die zweitplatzierte Mannschaft der Staffel West qualifizierten sich für die Endrunde um die deutsche Meisterschaft.
| - Meister der Staffel Nord/Nordost: VfL Wolfsburg - Meister der Staffel Süd/Südwest: VfB Stuttgart | - Meister der Staffel West: FC Schalke 04 - Vizemeister der Staffel West: Borussia Dortmund |

### Halbfinale
| Datum            |               | Gesamt          |                   | Hinspiel | Rückspiel |
| ---------------- | ------------- | --------------- | ----------------- | -------- | --------- |
| 14./20. Mai 2019 | VfB Stuttgart | 1:1 (3:2 i. E.) | VfL Wolfsburg     | 0:0      | 1:1       |
| 15./20. Mai 2019 | FC Schalke 04 | 2:4             | Borussia Dortmund | 2:2      | 0:2       |

### Finale
| VfB Stuttgart                                           | VfB Stuttgart | Borussia Dortmund | Borussia Dortmund |
| ------------------------------------------------------- | --- | --- | ----------------- |
| VfB Stuttgart                                           | \| 2. Juni 2019 um 12:45 Uhr in Aspach (Mechatronik Arena) \| \| Ergebnis: 3:5 (3:1) \| \| Zuschauer: 8.010 \| \| Schiedsrichter: Christian Dietz (München) \| \| Spielbericht \| | \| 2. Juni 2019 um 12:45 Uhr in Aspach (Mechatronik Arena) \| \| Ergebnis: 3:5 (3:1) \| \| Zuschauer: 8.010 \| \| Schiedsrichter: Christian Dietz (München) \| \| Spielbericht \| | Borussia Dortmund |
| VfB Stuttgart                                           | Sebastian Hornung – Antonis Aidonis, Luca Mack , Alexander Kopf – Manuel Reutter (87. Jovan Đermanović), Umut Güneş (66. Florian Kleinhansl), Per Lockl, Nick Bätzner – Lilian Egloff (56. Hamza Çetinkaya), Eric Hottmann, Leon Dajaku (75. Pedro Almeida Morais) Cheftrainer: Daniel Teufel | Lucien Hawryluk – Emir Terzi (63. Reda Khadra), Ramzi Ferjani, Niclas Knoop (46. Julius Schell), Tobias Mißner (82. Mert Göckan) – Tobias Raschl, Patrick Osterhage , Immanuël Pherai – Enrique Peña Zauner, Robin Kehr, Emre Aydinel (46. Paul-Philipp Besong) Cheftrainer: Benjamin Hoffmann | Borussia Dortmund |
| VfB Stuttgart                                           | 1:0 Ferjani (1., Eigentor) 2:1 Dajaku (15.) 3:1 Egloff (25.) | 1:1 Kopf (7., Eigentor) 3:2 Pherai (57.) 3:3 Besong (77.) 3:4 Besong (80.) 3:5 Peña Zauner (90.+4') | Borussia Dortmund |
| VfB Stuttgart                                           | Lockl (59.) | Pherai (19.), Hawryluk (90.+1'), Peña Zauner (90.+4') | Borussia Dortmund |
| VfB Stuttgart                                           | Mack (52.) | | Borussia Dortmund |
| 2. Juni 2019 um 12:45 Uhr in Aspach (Mechatronik Arena) | | |                   |
| Ergebnis: 3:5 (3:1)                                     | | |                   |
| Zuschauer: 8.010                                        | | |                   |
| Schiedsrichter: Christian Dietz (München)               | | |                   |
| Spielbericht                                            | | |                   |